# Resolució 1847 del Consell de Seguretat de les Nacions Unides
La Resolució 1847 del Consell de Seguretat de les Nacions Unides fou adoptada per unanimitat el 12 de desembre de 2008. Després de reafirmar totes les resolucions sobre el conflicte de Xipre el Consell va prorrogar el mandat de la Força de les Nacions Unides pel Manteniment de la Pau a Xipre (UNFICYP) durant sis mesos fins al 15 de juny de 2009.
El Consell va acollir amb satisfacció l'inici el 3 de setembre de negociacions amb la perspectiva d'un acord integral i durador. També va demanar a ambdues parts que continuessin comprometent, amb caràcter urgent i en consulta amb la UNFICYP, la demarcació de la Línia Verda i va instar al costat turcoxipriota a restaurar l'statu quo militar que existia a Strovilia abans del 30 de juny del 2000.